# Rainer Spiering

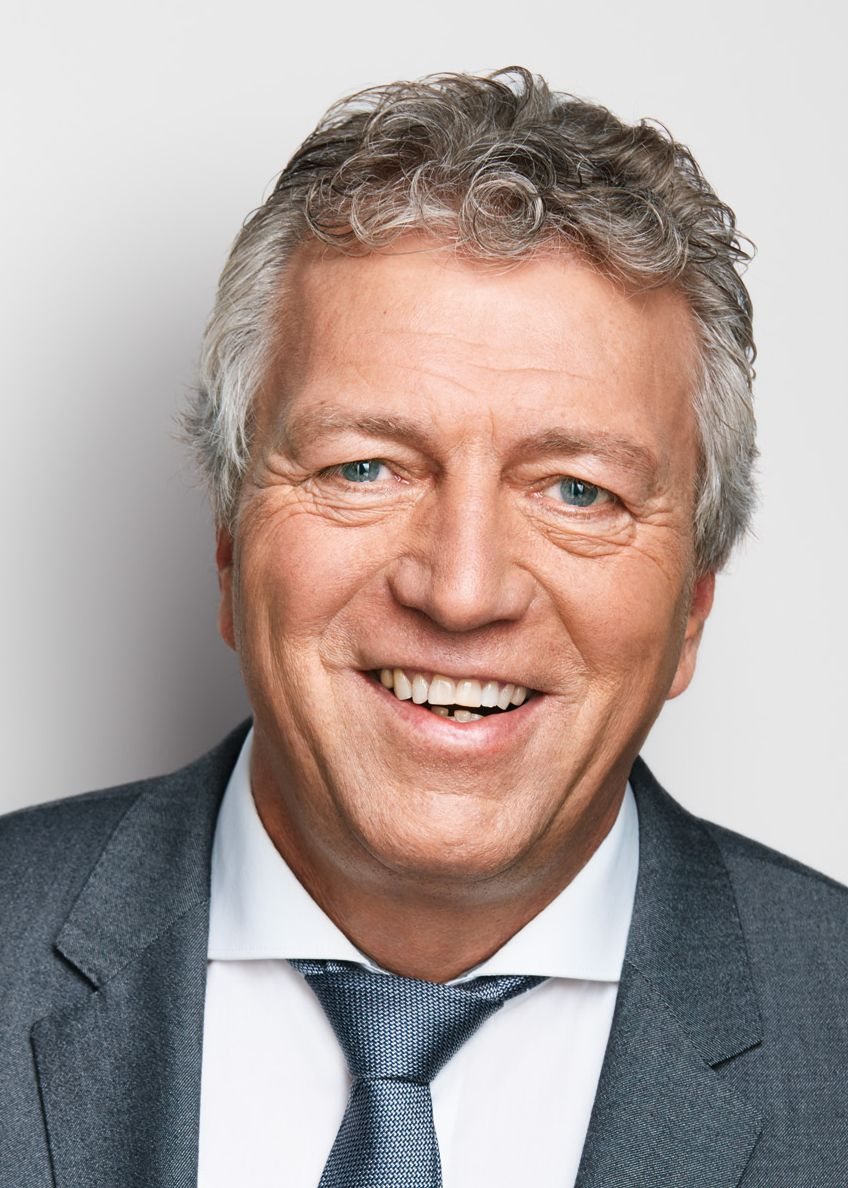
Rainer Spiering

 Rainer Spiering MdB, (* 27. Januar 1956 in Dissen am Teutoburger Wald, Ortsteil Erpen) ist ein ehemaliger deutscher Politiker der SPD und Berufsschullehrer. Aktuell arbeitet er als Berater für „Firmen, Genossenschaften, AG's, Verbände“ bei der Lobbyagentur EUTOP Europe GmbH.

## Leben und Beruf
Rainer Spiering ist seit 1982 verheiratet und hat drei erwachsene Kinder. Aufgewachsen ist er in einer Handwerkerfamilie als eins von fünf Geschwistern. Nach der Schule hatte er eine Ausbildung zum Werkzeugmacher absolviert. Nach dem anschließenden Fachabitur in Halle (Westfalen) machte er ein Studium zum Dipl.-Ing. an der Fachhochschule Osnabrück und ein Studium an der Uni Hamburg zum Berufsschullehrer in den Fächern Metallwissenschaften und Sport. Seitdem war er bis zu seiner Wahl in den Deutschen Bundestag als Lehrer an der Berufsbildenden Schule Brinkstraße in Osnabrück tätig. Im Herbst 2021 endete seine Tätigkeit dort mit dem regulären Pensionsbeginn. Rainer Spiering ist Mitglied in der Industriegewerkschaft Bergbau, Chemie, Energie (IG BCE). In seiner Freizeit macht er Sport, betätigt sich als Heimwerker und ist ein Leser der aktuellen und klassischen Literatur.

## Partei
Seit 1976 ist Rainer Spiering Mitglied in der Sozialdemokratischen Partei Deutschlands. Von 1991 bis 2014 war er Ratsmitglied der Gemeinde Bad Rothenfelde, davon 15 Jahre als Fraktionsvorsitzender. Ein Mandat als Abgeordneter im Kreistag des Landkreises Osnabrück hat Spiering seit 1996 inne und war von 2000 bis November 2015 Vorsitzender der SPD-Kreistagsfraktion.

## Abgeordneter

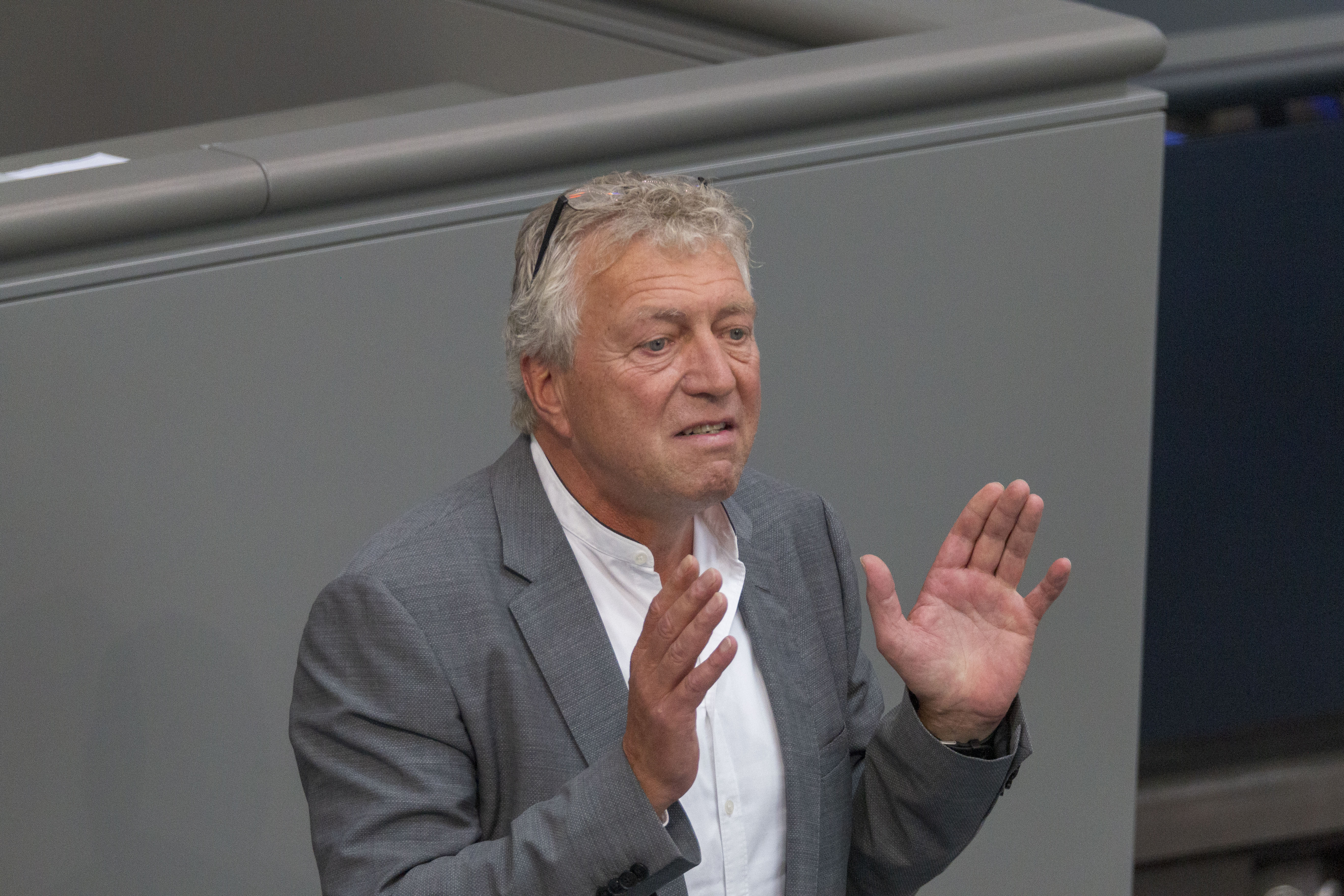
Rainer Spiering, 2020 im Deutschen Bundestag

Bei den Bundestagswahlen 2009, 2013 und 2017 trat Rainer Spiering für das Direktmandat im Bundestagswahlkreis Osnabrück-Land an, unterlag jedoch jeweils dem CDU-Kandidaten. 2013 und 2017 wurde er aber über die Landesliste in den Bundestag gewählt.
Seit 2013 ist Spiering Mitglied im Ausschuss für Ernährung und Landwirtschaft, seit 2018 ist er Sprecher der Arbeitsgruppe „Ernährung und Landwirtschaft“ der SPD-Fraktion. Von 2013 bis 2018 war er auch Mitglied im Ausschuss für Bildung, Forschung und Technikfolgenabschätzung. Im 19. Deutschen Bundestag ist er ordentliches Mitglied in der Enquete-Kommission Berufliche Bildung und stellvertretendes Mitglied im Sportausschuss.
Rainer Spiering ist wie zuvor angekündigt bei der Bundestagswahl 2021 nicht wieder angetreten und damit kein Abgeordneter des Deutschen Bundestages mehr. Nach der Bundestagswahl hat er sich im Herbst 2021 aus der Politik zurückgezogen.